# Popis hrvatskih veleposlanika u Andori
Republika Hrvatska i Kneževina Andora održavaju diplomatske odnose od 28. travnja 1995. Sjedište veleposlanstva je u Madridu.

## Veleposlanici
Hrvatska nema rezidentno veleposlanstvo u Andori. Veleposlanstvo Republike Hrvatske u Kraljevini Španjolskoj pokriva Republiku Kubu i Kneževinu Andoru.
| Veleposlanik      | Postavljenje        | Opoziv              | Sjedište |
| ----------------- | ------------------- | ------------------- | -------- |
| Sergej Morsan     |                     | 11. rujna 1997.     | Madrid   |
| Frane Krnić       | 11. studenoga 1997. | 1. studenoga 2002.  | Madrid   |
| Filip Vučak       | 23. travnja 2003.   | 31. prosinca 2008.  | Madrid   |
| Neven Pelicarić   | 9. veljače 2009.    | 31. srpnja 2013.    | Madrid   |
| Svjetlan Berković | 31. ožujka 2014.    | 31. listopada 2018. | Madrid   |

## Vanjske poveznice
- Andora na stranici MVEP-a